# Ланьер, Эмилия
Эмилия Ланьер (англ. Emilia Lanier, также Aemilia или Amelia Lanyer, 1569—1645), урождённая Эмилия Бассано, английская поэтесса и одна из первых женщин в Англии, которая заявила о себе как о профессиональном поэте, опубликовав книгу Salve Deus Rex Judaeorum («Привет Тебе, Господи, Царь Иудейский», 1611). Некоторые исследователи отождествляют её со «Смуглой леди» из сонетов Шекспира.

## Биография

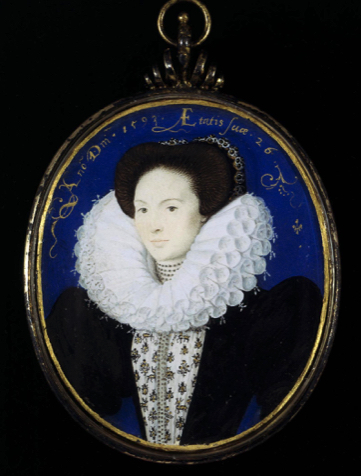
Миниатюра кисти Николаса Хиллиарда

О жизни Эмилии Ланьер известно из её писем, стихов, медицинских и юридических документов, а также иных источников того времени. Исследователи обнаружили записи, касающиеся Ланьер, в профессиональном дневнике астролога доктора Саймона Формана (1552—1611) — самом раннем из известных журналов с историями болезней, которые вели английские врачи. В 1597 году Эмилия много раз посещала Формана для консультаций, которые в соответствии с практикой той эпохи включали в себя астрологические прогнозы. Свидетельства Формана неполны и зачастую сложны для прочтения (плохой почерк создаёт серьёзные затруднения для ученых-историков). Однако имеющиеся записи показывают, что Эмилия Ланьер была амбициозной женщиной, стремившейся добиться более высокого статуса и получить дворянство.

### Ранние годы

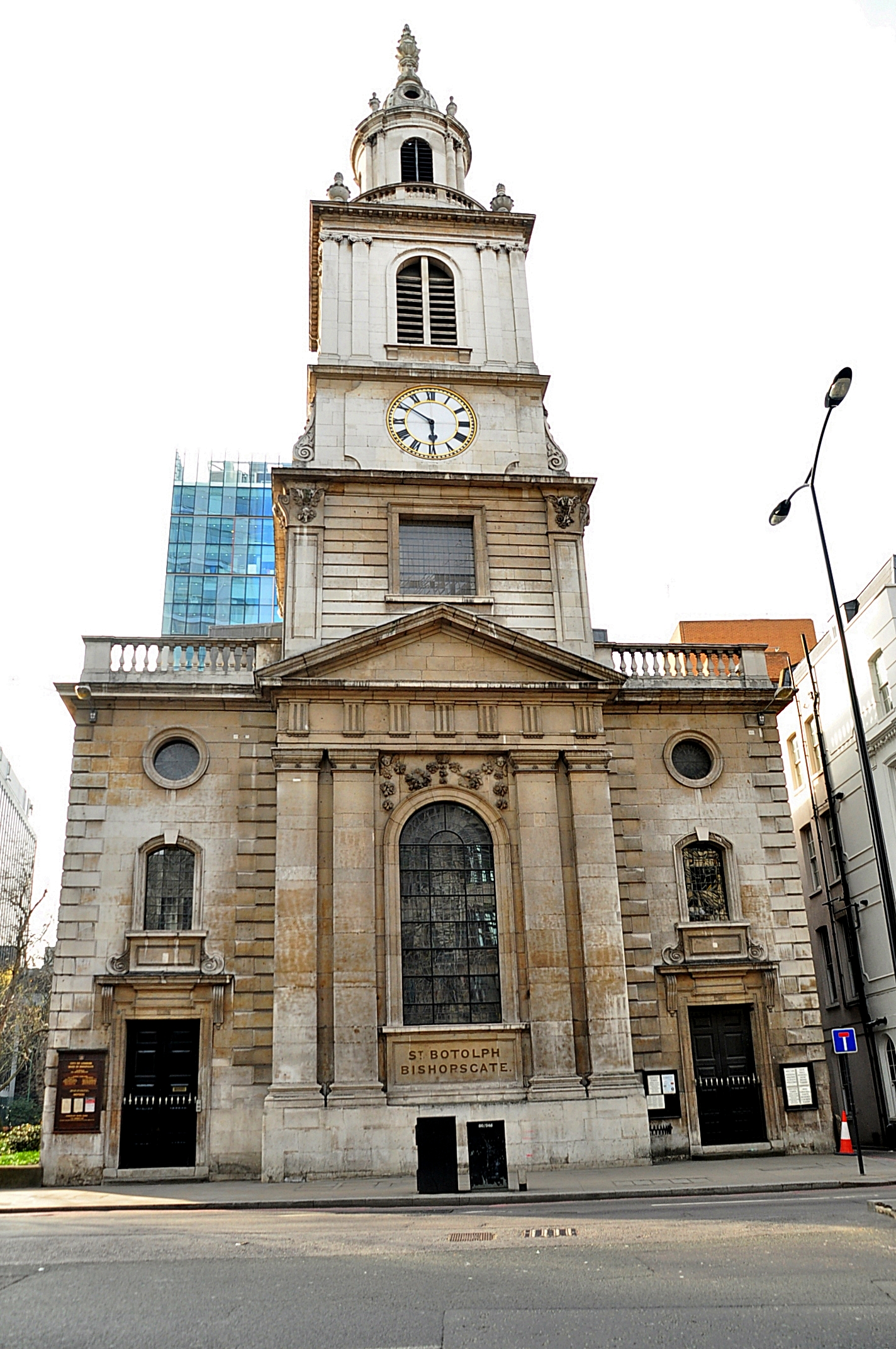
Церковь Святого Ботольфа (Бишопсгейт)

Согласно церковным записям, что Ланьер была крещена в приходской церкви Святого Ботольфа близ Бишопсгейт, 27 января 1569 года, получив при крещении имя Эмилия Бассано. Её отец, Баптисто Бассано, был родом из Венеции и служил музыкантом при дворе Елизаветы I. Мать, Маргрет Джонсон (род. ок. 1545—1550), возможно, приходилась тёткой придворному композитору Роберту  Джонсону. Сестра Эмилии, Анджела Бассано, в 1576 году вышла замуж за Джозефа Холланда (англ. Joseph Hollande), но их братья, Льюис и Филипп, не дожили до совершеннолетия. Существует версия, что семья Ланьер была еврейского или частично еврейского происхождения; другие исследователи оспаривают это предположение. Сьюзан Вудс называет доказательства «косвенными, но в совокупности не лишёнными вероятности». Лидс Бэрролл говорит, что Ланьер, «вероятно, была еврейкой», а крещена была «на фоне социального напряжения, связанного с вопросами ассимиляции евреев в тюдоровской Англии».
Баптисто Бассано умер 11 апреля 1576 года, когда Эмилии было семь лет. В завещании было указано, что он оставляет дочери приданое в размере 100 фунтов стерлингов, которое его жена должна передать, когда Эмилии исполнится 21 год, или в день её свадьбы, в зависимости от того, что наступит раньше. Записи Формана указывают на то, что, возможно, перед смертью состояние Бассано уменьшилось, к большому огорчению семьи:xv–xvii. В записях Формана также указано, что после смерти отца Эмилию отправили жить к Сьюзан Берти, графине Кентской. Некоторые исследователи задаются вопросом, была ли она прислугой Берти или её воспитанницей; убедительные доказательства какой-либо из версий отсутствуют. Именно в доме Берти Эмилия получила образование в духе гуманизма и выучила латынь. Берти была твёрдо убеждена, что девочки должны быть так же образованны, как и юноши. Вероятно, такое воспитание способствовало позднейшему решению Эмилии Ланьер опубликовать свои сочинения. От Сьюзан Берти она перешла жить к Маргарет Рассел, графине Камберленд и её дочери, леди Анне Клиффорд. Эти сведения подтверждаются посвящениями в стихах самой Ланьер. Мать Эмилии умерла, когда той было 18 лет. Согласно церковным записям, Маргрет Джонсон была похоронена в Бишопсгейте 7 июля 1587 года.

### Зрелые годы
Вскоре после смерти матери Эмилия Ланьер стала любовницей 1-го барона Хансдона, придворного и кузена королевы Елизаветы I. В тот период лорд Хансдон был лордом-камергером и известным покровителем искусств и театра. Он был на 45 лет старше Ланьер и, согласно документам, выплачивал ей содержание в размере 40 фунтов стерлингов в год. Имеются свидетельства, что, будучи его любовницей, она жила весьма комфортной жизнью. Запись из дневника Формана гласит: «[Ланьер] 4 года была замужем. Старый лорд-камергер долго её содержал. Она жила на широкую ногу… имеет 40 фунтов в год и принесла своему супругу много денег и драгоценностей»:xviii.
В 1592 году, в возрасте 23 лет Ланьер забеременела от Хансдона, и он выплатил ей некоторую сумму денег, после чего Эмилию выдали замуж за её троюродного брата, Альфонсо Ланьера (англ. Alfonso Lanier). Он был придворным музыкантом королевы; согласно церковным записям, свадьба состоялась в церкви Святого Ботольфа в Олдгейте 18 октября 1592 года.
Из записей Формана следует, что брак оказался неудачным: Ланьер была счастливее, когда была любовницей лорда Хансдона, чем когда стала женой Альфонсо, потому что «покойный лорд любил её сильно, и заботился о ей, и содержал её долго, а муж обращался с ней плохо, тратил и потреблял её имущество, и теперь она… в долгах»:xviii. В другой записи Формана говорится, что Ланьер рассказала ему о нескольких выкидышах. В 1593 году она родила сына Генри (предположительно названного так в честь отца — Генри, лорда Хансдона), а в 1598 году — дочь Одиллию, которая умерла в десять месяцев и была похоронена в церкви Святого Ботольфа.
В 1611 году Ланьер опубликовала сборник стихов «Salve Deus Rex Judaeorum». В то время ей было 42 года, и она стала первой женщиной в Англии, объявившей себя поэтом. Читатели сочли её стихи очень смелыми, и сегодня многие учёные называют её стиль и рассуждения протофеминистскими.

### Поздние годы
После того как Альфонсо в 1613 году умер, Ланьер создала частную школу, чтобы заработать себе на жизнь. Для этого она сняла дом у Эдварда Смита (англ. Edward Smith), но споры по поводу аренды привели к тому, что между 1617 и 1619 годами она дважды попадала под арест. В итоге родители не захотели отправлять детей к женщине, имевшей проблемы с законом, и надеждам создать процветающую школу пришёл конец.
Сын Ланьер в 1623 году женился на Джойс Мэнсфилд (англ. Joyce Mansfield); у них родилось двое детей, Мэри в 1627 году и Генри в 1630 году. Генри-старший умер в октябре 1633 года. Более поздние судебные документы указывают, что, возможно, после смерти сына Эмилия Ланьер обеспечивала двух своих внуков.
Мало что известно о жизни Эмилии Ланьер между 1619 и 1635 годами. В судебных документах говорится, что она подавала в суд на брата своего мужа, Клемента, из-за денег, причитавшихся ей из прибыли от одной из инвестиций покойного мужа. Суд вынес решение в пользу Эмилии, потребовав от Клемента выплатить ей 20 фунтов стерлингов. Тот не смог заплатить сразу, поэтому Ланьер вновь обращалась в суд с исками в 1636 и 1638 годах. Свидетельств о том, получила ли она в результате полную сумму, нет, но известно, что на момент смерти она была «пенсионером», то есть человеком, имеющем стабильный доход или пенсию.
Эмилия Ланьер умерла в возрасте 76 лет и была похоронена 3 апреля 1645 года в Кларкенуэлле.

## Поэзия

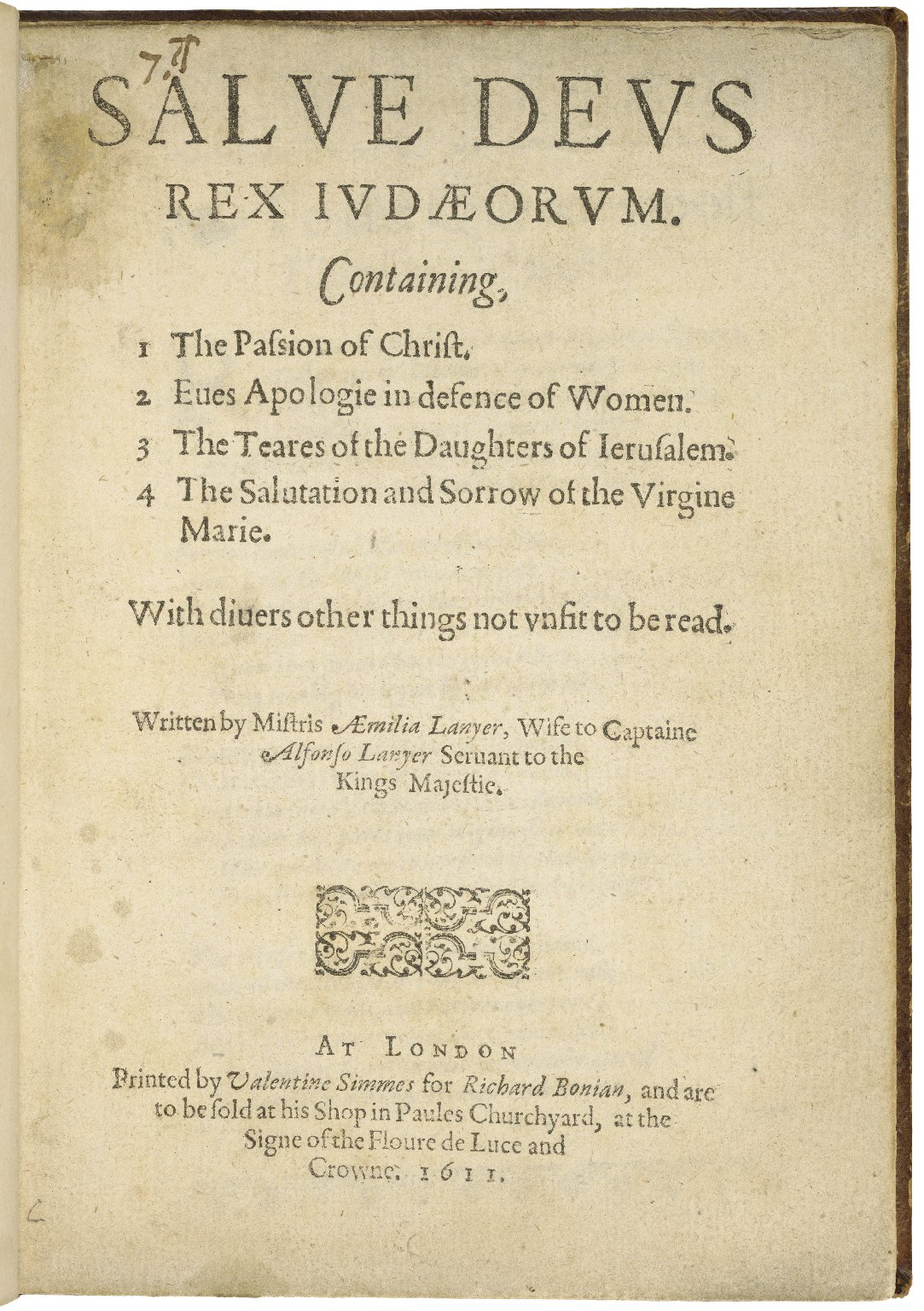
Титульный лист сборника стихов Эмилии Ланьер, Salve Deus Rex Judaeorum

В 1611 году, в возрасте 42 лет, Ланьер опубликовала сборник стихов под названием Salve Deus Rex Judaeorum (Славься, Боже, Царь Иудейский). В тогдашней Англии было очень необычно для женщины печатать свои сочинения — и особенно стремиться таким образом заработать на жизнь. До Эмилии лишь три жительницы Британских островов сумели издать собственные стихи: Изабелла Уитни, которая опубликовала 38-страничный сборник стихотворений, частично написанных её корреспондентами, Энн Доурич, уроженка Корнуолла, и Элизабет Мелвилл, шотландка. Книга Ланьер стала первым объёмным собранием оригинальных поэтических произведений, написанных англичанкой. Эмилия писала в надежде привлечь покровителя. Её сборник также был первым феминистским по духу произведением, опубликованным в Англии: все адресаты посвящений — женщины, а заглавное стихотворение «Salve Deus Rex Judaeorum» о распятии Христа написано с женской точки зрения. В стихах отстаивается и восхваляется женская добродетель и христианское благочестие, а также находит своё отражение стремление к идеальному, свободному от неравенства миру.

### Литературные влияния
Анализ источников показывает, что Ланьер опирается на многочисленные работы других авторов, о чтении которых упоминает: Эдмунда Спенсера, Овидия, Петрарки, Чосера, Боккаччо, Агриппы, а также протофеминисток, таких как Вероники Франко и Кристины Пизанской. Помимо этого, она ссылается на две неопубликованные рукописи и опубликованный перевод пьесы, принадлежащие перу Мэри Сидни, графини Пембрук, а также демонстрирует знание театральных постановок Джона Лили и Сэмюела Дэниела. Работы Сэмюела Дэниела повлияли на её «маску» — театральную форму, о которой говорится в её письме к Мэри Сидни и которая напоминает маску в шекспировской «Буре».

### Стихи
Заглавному стихотворению «Salve Deus Rex Judæorum» предшествуют десять более коротких, посвященных различным высокопоставленным дамам, начиная с королевы. Имеется также прозаическое предисловие, адресованное читателю и содержащее защиту добродетельных женщин от недоброжелателей. Заглавное стихотворение — повествовательное произведение, состоящее из более чем 200 строф, — в сатирической форме рассказывает историю Страстей Христовых, почти полностью с точки зрения окружающих его женщин. Название происходит от насмешливых слов, якобы обращенных к Иисусу на кресте. Сатирический характер стихотворения впервые подчеркнул Бойд Берри. Хотя темы религии и нравственности считались подходящими для писательниц-женщин, в заглавном стихотворении Ланьер некоторые современные ученые усматривают пародию на распятие, поскольку образный ряд в нём выдержан в духе елизаветинского гротеска, характерного и для пьес Шекспира. Некоторые называют взгляды Эмилии Ланьер «выходящими за рамки церковной традиции» и еретическими. Другие ученые, в том числе А. Л. Роуз считают обращение Ланьер в христианство подлинным, а её страстную преданность Христу и Богоматери — искренней. Тем не менее нередко поэму Ланьер сравнивают с религиозной сатирой, которую исследователи находят в произведениях Шекспира — например, в поэме «Феникс и голубка», а также во многих пьесах.
В основной части Salve Deus Ланьер поднимает «женский вопрос» (Querelle des Femmes), переосмысляя христианскую доктрину грехопадения и оспаривая основополагающую для христианской теологии концепцию первородного греха, а также учение Павла о том, что вина за первородный грех лежит на женщинах. Ланьер защищает Еву и женщин в целом, утверждая, что обвинять Еву в первородном грехе, одновременно снимая ответственность с Адама, неправильно. По её мнению, Адам также несет ответственность — ведь в Библии он показан более сильным, чем Ева, и поэтому лучше подготовленным для того, чтобы противостоять искушению. Она также использует как довод в защиту женщин самоотверженность спутниц Христа, которые остались с Ним во время распятия и первыми отправились на Его поиски после погребения и воскресения.

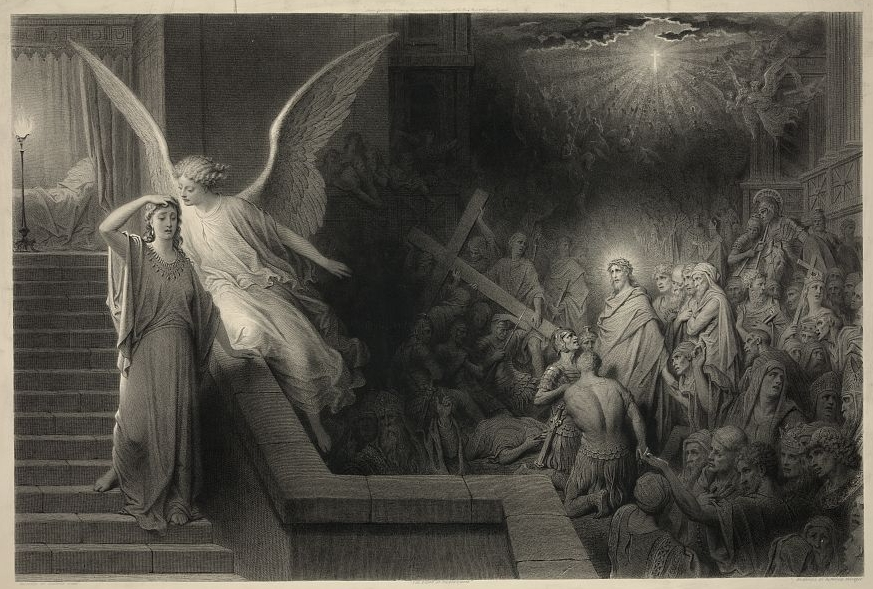
«Le Rêve de la femme de Pilate» (Сон жены Пилата). Гравюра Альфонса Франсуа (Alphonse François, 1814—1888) по Гюставу Доре

В Salve Deus Ланьер также обращает внимание на жену Пилата, второстепенного персонажа Библии, которая пытается предотвратить несправедливый суд и распятие Христа. Она отмечает, что апостолы-мужчины оставили Христа и даже отреклись от Него во время казни. Ланьер повторяет антисемитские элементы евангельских повествований — а именно, враждебное отношение к евреям за то, что они не предотвратили распятие Христа; однако подобные взгляды были нормой для того периода.
У исследователей нет единого мнения о тональности заглавного стихотворения. Некоторые считают, что оно выражает искренние религиозные чувства, подчеркивая женский взгляд на происходящее. Другие видят в нём остроумную сатиру. Несмотря на разногласия, касающиеся намерений и мотивов, большинство ученых отмечает сильные феминистские настроения в Salve Deus Rex Judæorum.
Книга Ланьер заканчивается стихотворением «Описание Кукхэма» (Description of Cookham), посвященным Маргарет Рассел, графине Камберленд, и её дочери леди Анне Клиффорд . Это первое опубликованное стихотворение о загородном доме на английском языке (более известное стихотворение Бена Джонсона «К Пенсхёрсту», возможно, было написано раньше, но впервые увидело свет в 1616 году). Эмилию Ланьер вдохновило пребывание в деревне Кукхэм-Дин, где Маргарет Клиффорд, графиня Камберленд, жила со своей дочерью леди Анной Клиффорд, для которой Ланьер наняли как наставницу и компаньонку. Семья Клиффордов обладала обширной библиотекой, частично изображенной на полотне «Большая картина», которое приписывается Яну ван Белкампу. Как утверждает Хелен Уилкокс, стихотворение представляет собой аллегорию изгнания из Эдема.

### Феминистская тематика
«Salve Deus Rex Judaeorum» многие считают одним из первых феминистских произведений в английской литературе. Барбара Левальски в статье «Женщины-писательницы и чтение в эпоху Возрождения» называет Ланьер «защитницей женщин». Левальски считает, что Ланьер, начиная с первых стихотворений в сборнике, посвященных выдающимся женщинам, развивает концепцию «женской генеалогии» — заключающейся в том, что «добродетель и ученость передаются от матерей дочерям».
Мари Х. Лафлин развивает концепцию Левальски в статье «'Fast ti’d unto Them in a Golden Chaine': Typology, Apocalypse, and Woman’s Genealogy in Aemilia Lanier’s Salve Deus Rex Judaeorum» («Закованные в золотые цепи»: типология, апокалипсис и женская генеалогия в книге Эмилии Ланьер «Salve Deus Rex Judaeorum»), отмечая, что генеалогия женщин восходит к Еве. Лафлин говорит, что Ланьер отстаивает важность познания женщинами духовного и материального миров. Стремясь возвысить женщин до уровня мужчин, Ланьер, похоже, считает, что женщинам, в дополнение к жизни духовной, следует уделять внимание материальному миру и своему месту в нём.

## «Смуглая леди»

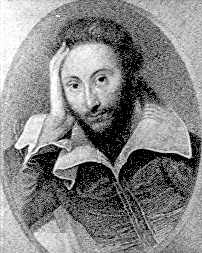
Портрет, предположительно изображающий Шекспира, репродукция 1800 года. Приписывается Федерико Цуккари

### Сонеты
Некоторые предполагают, что Ланьер была «Смуглой леди» из сонетов Шекспира. Гипотезу, впервые предложенную А. Л. Роузом, с тех пор поддержал и ряд других авторов. Об этом говорится в книге Дэвида Ласоки и Роджера Прайора «Бассано: венецианские музыканты и музыкальные мастера в Англии, 1531—1665» (1995) (David Lasocki и Roger Prior, The Bassanos: Venetian Musicians and Instrument makers in England 1531—1665) и в работе Стефани Хопкинс Хьюз (англ. Stephanie Hopkins Hughes). Хотя неизвестно, какого цвета были волосы у Эмилии Ланьер, существуют письменные свидетельства о том, что её двоюродных братьев Бассано называли black, «чёрными» — в то время это было обычным обозначением брюнетов или смуглых, как жители Средиземноморья, людей. Поскольку Эмилия Ланьер происходила из семьи придворных музыкантов, ей подходит и шекспировское описание женщины, играющей на вёрджинеле в сонете 128. В сонете 152 Шекспир утверждает, что лирическая героиня забыла «обет супружеский» (пер. С. Маршака), предположительно намекая на отношениям Ланьер с покровителем Шекспира, лордом Хансдоном. Теория о том, что Ланьер была Смуглой леди, подвергается сомнению другими исследователями её жизни и творчества — например, Сьюзан Вудс (1999, англ. Susanne Woods). Барбара Левальски отмечает, что теория Роуза отвлекла внимание от собственного творчества Эмилии Ланьер. Мартин Грин утверждает, что, хотя аргументы Роуза и несостоятельны, он был прав в своем предположении, что в сонетах говорится о Ланьер.
Различные драматурги, музыканты и поэты также высказывали мнения относительно теории о Ланьер как о Смуглой леди сонетов. Историк театра и драматург Эндрю Б. Харрис (англ. Andrew B. Harris) написал пьесу «Разоблачённая леди» (The Lady Revealed), которая повествует о том, как Роуз распознал в Ланьер «Смуглую леди». После читок в Лондоне и в Players' Club 16 марта 2015 года состоялась читка пьесы со сцены New Dramatists в Нью-Йорке. В 2005 году английский дирижёр Питер Бассано, потомок дяди Эмилии, высказал предположение, что её перу принадлежат некоторые тексты для музыкального сборника Уильяма Берда «Разные песни» (1589, Songs of Sundrie Natures), посвященного лорду Хансдону, и что одна из песен — английский перевод итальянского сонета «Of Gold all Burnisht», — возможно, был использован Шекспиром в качестве отправной точки для его пародийного сонета 130: «Её глаза на звезды непохожи» (пер. С. Маршака). Ирландский поэт Найл Макдевитт (англ. Niall McDevitt) также считает, что Ланьер была Смуглой леди: «В какой-то момент она отвергла его ухаживания, и он так и не смог вернуть её расположение… Это настоящая история безответной любви». Тони Хейгарт (англ. Tony Haygarth) утверждал, что миниатюра Николаса Хиллиарда (1593 год) изображает Эмилию Ланьер.

### Пьесы
Джон Хадсон отмечает, что Эмилия в «Отелло» и Бассанио в «Венецианском купце» оба упоминают умирающего с песней лебедя, и видит в этом расхожий образ великого поэта, восходящий к Овидию. Он утверждает, что упоминание «лебединой песни» может быть литературным приёмом, используемым в некоторых классических произведениях для сокрытия имени автора. Однако представление о том, что умирающий лебедь поёт мелодичную «лебединую песню», вошло в поговорку, и его использование в привязке к некоему персонажу не обязательно означает, что под персонажем подразумевается поэт. Таким образом, приводимые доказательства не слишком убедительны и могут считаться случайным совпадением.
Кроме того, Прайор утверждает, что в пьесе «Отелло» речь идёт о городе под названием Бассано, а её название может быть связано с иезуитом Джироламо Отелло из города Бассано. Эмилия в пьесе — один из первых персонажей на английской сцене, высказывающих феминистские взгляды, и поэтому её можно рассматривать как некую аллегорию самой Эмилии Ланьер, в то время как музыканты в обеих пьесах, как считает Прайор, намекают на членов её семьи.
Хадсон также считает, что ещё одна «подпись» существует в тексте «Тита Андроника», где Эмилий и Бассиан держат корону. В начале и в конце пьесы они находятся в зеркальном положении, будто указывая на то, что два их имени представляют собой пару и завершают основную часть пьесы:163, 230.
В ноябре 2020 года Питер Бассано, потомок дяди Эмилии Ланьер, опубликовал книгу «Шекспир и Эмилия», в которой утверждает, будто нашел доказательства, что именно Ланьер была Смуглой леди. Бассано указывает на сходство миниатюры Хиллиарда с описанием возлюбленной лорда Бирона в «Бесплодных усилиях любви»: «Белянка резвая, с густою бровью,//С мячами смоляными вместо глаз!» (пер. М. А. Кузмина).

## Известность
Эмилия Ланьер была в значительной степени забыта на протяжении веков, но в последние десятилетия появилось много посвященных ей исследований. Она внесла вклад в английскую литературу, создав стихотворный сборник «Salve Deus Rex Judaeorum», благодаря которому считается одной из первых профессиональных поэтесс, писавших на английском языке. Она также известна как одна из первых писательниц-феминисток в Англии и как возможный прототип «Смуглой леди» шекспировских сонетов.

## В популярной культуре
Пьеса английской писательницы Морган Ллойд Малкольм «Эмилия», поставленная в Лондоне в 2018 году, представляет собой «исторический вымысел» с феминистским посылом; в ней Эмилия Ланьер, в частности, упрекает Шекспира за то, что он «украл её слова».
Монтсеррат Ломбард сыграла Эмилию Ланьер в британском сериале «Уильям наш, Шекспир», выходившем с 2016 по 2018 год.
Ланьер является персонажем в вышедшей в 2019 году видеоигре Astrologaster.
Эмилия Ланьер — центральная героиня романа Сандры Ньюман «Небеса» (The Heavens).
Ланьер также упоминается в серии книг Элис Хоффман «Практическая магия».